# پتروواتس (لبانه)
پتروواتس (به صربی: Petrovac) یک منطقهٔ مسکونی در صربستان است که در لبانه واقع شده‌است. پتروواتس ۴۷ نفر جمعیت دارد.